# Dom Uzdrowienie Chorych
Dom Uzdrowienie Chorych – ośrodek duszpasterstwa chorych, położony w Głogowie (województwo dolnośląskie), otwarty 16 czerwca 2003 roku, nad którym opiekę sprawuje wspólnota Cichych Pracowników Krzyża. Jest to jedyny dom wspólnoty w Polsce. Stanowi centrum rekolekcyjne wspólnoty, która organizując turnusy rekolekcyjno-rehabilitacyjne, spotyka się z chorymi i niepełnosprawnymi, realizując tym samym wytyczne swojego założyciela, ks. prałata Luigi Novarese i rozwijając działalność apostolatu Centrum Ochotników Cierpienia w Polsce.
Głównym zadaniem domu (misja) jest duchowa edukacja środowiska ludzi cierpiących, mająca na celu ukazywanie zbawczej wartości ludzkiego cierpienia oraz aktywnej roli człowieka chorego w życiu Kościoła i społeczeństwa, przy równoczesnym niesieniu pomocy rehabilitacyjnej (rehabilitacja fizyczna i duchowa). W ośrodku odbywają się ponadto liczne konferencje, spotkania integracyjne i formacyjne dla innych grup działających we wspólnocie Kościoła katolickiego.

## Historia
- W 1982 roku założyciel "Cichych Pracowników Krzyża" – ks. Luigi Novarese i współzałożycielka – Elwira Miriam Psorulla przybyli do Polski na zaproszenie abpa Kazimierza Majdańskiego. Wówczas w sercu ks. Luigi Novarese zrodziły się pierwsze plany zainicjowania wspólnoty w Polsce. Pragnieniem założyciela było powstanie domu w Częstochowie.
- Rok później, w 1986 roku odbyły się pierwsze rekolekcje dla chorych z Polski, które zorganizowano we włoskim domu stowarzyszenia – Domu "Niepokalanego Serca Maryi" w Re (Włochy). Chorzy obecni na tych rekolekcjach niejednokrotnie podkreślali potrzebę otwarcia takiego Domu w Polsce.
- 16 października 1986 miało miejsce pierwsze spotkanie przełożonych "Cichych Pracowników Krzyża" z biskupem pomocniczym diecezji zielonogórsko-gorzowskiej Pawłem Socha i proboszczem z Głogowa ks. Ryszardem Dobrołowiczem. Spotkanie odbyło się w Rzymie przy okazji konsekracji biskupa Józefa Michalika. Wtedy padła pierwsza propozycja, by stowarzyszenie podjęło działalność w Głogowie.
- W styczniu 1987 roku bp Józef Michalik przybył do Rzymu, gdzie potwierdził gotowość przyjęcia wspólnoty w diecezji zielonogórsko-gorzowskiej.
- W maju 1987 roku, podczas obchodów 40-lecia powstania "Centrum Ochotników Cierpienia" w Rzymie, chorzy z Polski (200 osób) wraz z ks. Ryszardem Dobrołowiczem i ks. Januszem Malskim zaprezentowali papieżowi Janowi Pawłowi II makietę domu wspólnoty – projekt głogowskiego ośrodka (autorstwa arch. prof. Jerzego Gurawskiego), wyrażając przy tym pragnienie osiedlenia się wspólnoty również w Polsce. Spotkało się to z aprobatą papieża Jana Pawła II, który pobłogosławił dzieło.
- 27 października 1989 roku abp Józef Michalik, ordynariusz zielonogórsko-gorzowski, poświęcił teren pod budowę Domu "Uzdrowienie Chorych", zlokalizowanego w najstarszej części Głogowa, w cieniu zabytkowej kolegiaty Wniebowzięcia NMP. W tym samym roku rozpoczęły się prace archeologiczne, w trakcie których została odkryta osada palisadowa. Po zbadaniu terenu rozpoczęły się prace budowlane.
- Dnia 2 czerwca 1994, po 6 latach realizacji projektu, nastąpiło uroczyste wmurowanie kamienia węgielnego. Aktu tego dokonał nowy ordynariusz zielonogórsko-głogowski, bp Adam Dyczkowski, w obecności prezydenta miasta Głogowa i współzałożycielki "Cichych Pracowników Krzyża" – s. Elwiry Miriam Psorulla, która otrzymała tytuł honorowego obywatela miasta Głogowa.
- Dwa lata później, 13 czerwca 1996 roku ma miejsce kolejny etap utrwalania obecności wspólnoty na ziemi głogowskiej: nadanie imienia ks. prałata Luigi Novarese nowej ulicy, przy której usytuowany jest głogowski Dom "Uzdrowienie Chorych". W uroczystości udział wzięli min. prezydent miasta Głogowa, bp Adam Dyczkowski i s. Elwira Miriam Psorulla.
- 11 lutego 2001 roku, w święto Matki Bożej z Lourdes, kiedy obchodzony jest Światowy Dzień Chorego, bp pomocniczy diecezji zielonogórsko-gorzowskiej Paweł Socha poświęcił kaplicę pw. Matki Bożej Uzdrowienia Chorych – pierwszą część budowanego w Głogowie, przez "Cichych Pracowników Krzyża", ośrodka duszpasterstwa chorych.
- Dnia 16 czerwca 2003 roku Dom "Uzdrowienie Chorych" im. Jana Pawła II w Głogowie – pierwszy dom wspólnoty w Polsce i w Europie Środkowo-Wschodniej został uroczyście poświęcony przez nuncjusza apostolskiego w Polsce abpa Józefa Kowalczyka.

## Działalność
W Domu "Uzdrowienie Chorych" prowadzona jest wszechstronna działalność.
- W trakcie 14-dniowych turnusów rehabilitacyjnych opartych na specjalistycznym programie rekolekcyjno-rekreacyjnym, chorzy i niepełnosprawni z całej Polski uczestniczą w kilkudniowych rekolekcjach, których celem jest ukazanie sensu i wartości ludzkiego cierpienia, podkreślenie wartości człowieka cierpiącego we wspólnocie Kościoła i społeczeństwie, a także biorą udział w zajęciach rehabilitacyjnych zleconych przez lekarza. Również mieszkańcy regionu głogowskiego dotknięci niepełnosprawnością (wśród nich są także dzieci) mogą korzystać z rehabilitacji, którą prowadzi dobrze wykwalifikowany zespół terapeutów przy pomocy profesjonalnego sprzętu.
- Kompleksowe wyposażenie ośrodka (m.in. w sprzęt niezbędny do rehabilitacji) możliwe było dzięki wsparciu udzielonemu przez Urząd Marszałkowski we Wrocławiu, PFRON w Warszawie i Wrocławiu, Narodowy Fundusz Ochrony Środowiska, Fundację "Ekofundusz", Zarząd KGHM S.A., Fundację "Polska Miedź", Zakłady REMY, Przedsiębiorstwo BrukArt, a zwłaszcza indywidualnych ofiarodawców min. z Polski i Włoch.
- Wspólnota Cichych Pracowników Krzyża realizuje swoją misję dzięki pomocy i zaangażowaniu pracowników, którzy poświęcają się, by atmosfera w Domu była rodzinna. Dużym wsparciem są wolontariusze pochodzący z Głogowa i z Polski, którzy aktywnie uczestniczą w działalności Domu: wspierają codziennie pracę sióstr w domowych obowiązkach, ale przede wszystkim chcą być blisko osób niepełnosprawnych uczestniczących w turnusach rehabilitacyjnych.
- Z Domu korzystają również inne grupy. W ciągu roku odbywają się w nim spotkania dyrektorów różnych instytucji diecezjalnych (np. Caritas, rektorów wyższych seminariów duchownych), odpowiedzialnych za powołania w Polsce, różnego rodzaju konferencje naukowe (o języku katechezy, o tożsamości religijnej, o ojcostwie). Szczególnymi rekolekcjami były te dla osób pogrążonych w żałobie, dla małżeństw niesakramentalnych, amazonek (kobiet po mastektomii). Odbywały tu się również rekolekcje kapłańskie, dla nauczycieli, dla członków grup Caritas. Chętnie przyjeżdżają grupy neokatechumenalne na swoje regionalne konwencje.

## Kontakt
- Dom Uzdrowienie Chorych im. Jana Pawła II
- ul. ks. Prałata Luigi Novarese 2, 67-200 Głogów